# روبی (فیلم)
«روبی» (انگلیسی: Ruby (1992 film)) فیلمی در ژانر زندگینامه‌ای، جنایی، و درام است که در سال ۱۹۹۲ منتشر شد.

## بازیگران
- دنی آیلو
- شریلین فن
- آرلیس هاوارد
- مارک لارنس
- ریچارد سی سارافیان
- توبین بل
- دیوید دوکاونی